# Cimetière militaire britannique de Marœuil
Le cimetière militaire britannique de Marœuil dans le Pas-de-Calais accueille 571 tombes de soldats tombés durant la Grande Guerre.
Les dates de décès s'étalent entre le 13 mars 1916 et le 24 janvier 1919.
Parmi les 571 soldats enterrés, 7 sont Allemands, 2 Indiens, 30 Canadiens, le reste (532) étant issu du Royaume-Uni.
Il est à noter que c'est dans ce cimetière que repose Georges Henry Waters, le grand-père paternel de Roger Waters, ex-membre du groupe de rock britannique Pink Floyd.